# 평산초등학교 (양산시)
평산초등학교는 대한민국 경상남도 양산시 평산동에 있는 공립 초등학교이다.

## 학교 연혁
- 1996. 09. 01 평산초등학교 개교
- 1996. 10. 28 개교기념식 거행
- 1997. 03. 01 경상남도교육청지정 사회시범학교
- 1998. 03. 01 교육부지정 인성교육 자율시범학교
- 1998. 03. 09 병설유치원 개원
- 1998. 11. 18 교육부 인성자율시범학교 1차년 보고회 개최
- 1999. 05. 25 교육부 지정 인성교육 자율 시범학교 보고회
- 2005. 09. 01 제4대 구현효 교장부임
- 2006. 11. 10 양산교육지원청지정 유아교육 시범유치원 운영
- 2009. 09. 01 제5대 김성규 교장 부임
- 2010. 05. 31 체육관 준공
- 2010. 09. 01 제6대 조학규 교장 부임
- 2012. 09. 01 제7대 진영경 교장 부임
- 2014. 02. 19 제17회 졸업식(총 졸업생 수 2,092명)
- 2014. 03. 01 학급편성(32학급), 병설유치원(2학급, 종일반 편성)

## 참고 자료
- 평산초등학교 - 한국교육학술정보원 학교알리미